# Вревские
Вре́вские — российский баронский род.

## История возникновения рода
Основателем рода Вревских явился князь Александр Борисович Куракин, который дал своим внебрачным детям фамилию Вре́вские от родового села Врев.
Его дети, Борис, Степан и Мария, 25 февраля 1808 года были возведены в баронское достоинство Австрийской империи грамотой австрийского императора Франца I. 21 апреля 1808 года последовало Высочайшее соизволение на принятие означенного достоинства и пользование им в Российской империи.
14 мая 1822 года младшие его дети, Александр, Павел и Ипполит, получили разрешение от российского императора Александра I именоваться баронами, и им высочайшим указом было пожаловано российское потомственное дворянство.

## Описание герба
Прямо вздымающийся, продолговатый, внизу заострённый щит лазоревого цвета, в котором изображена поперёк его текущая река и 3 звезды, из коих одна поставлена вверху, а две внизу реки, над щитом — баронская корона, поверх которой поставлено 3 турнирных шлема с золотыми коронами, открытыми забралами и золотыми поперечным цепями. Средний щит поддерживают 2 латника с алыми перьями и с висячими при бедре мечами о золотых рукоятках.

## Представители рода
- князь Александр Борисович Куракин
  - барон Борис Александрович[1] (1805—1888) — псковский помещик, был женат на Евпраксии Николаевне Вульф, был хорошим знакомым А. С. Пушкина
    - баронесса Мария Борисовна[1] (1833—после 1902) — жена Опочецкого уездного предводителя дворянства Григория Фёдоровича Карпова (1835—1888);
    - барон Александр Борисович[1] (1834—1910) — генерал от инфантерии, Туркестанский генерал-губернатор. Был женат на Анастасии Матвеевне Храповицкой.
      - барон Борис Александрович[1] — корнет лейб-гвардии Конного полка
      - барон Павел Александрович-мл.[1] (1856—1917) — Плоцкий и Варшавский вице-губернатор. Был женат на Светлане Николаевне Лопухиной.

    - баронесса Прасковья Борисовна[1] (21.06.1836—1910-е) — жена Николая Алексеевича Беклемишева.
    - баронесса Евфимия Борисовна[1] (24.03.1838—1917) — переводчица, супруга сенатора Петра Алексеевича Зубова (1819—1880);
    - баронесса София Борисовна[1] (09.04.1839—1920-е) — не замужем, последняя владелица имения Тригорское.
    - баронесса Александра Борисовна[1] (22.08.1840—07.07.1899) — супруга Михаила Евграфовича Ладыженского (1840—1910).
    - баронесса Павла Борисовна[1] (09.01.1842 —?) — супруга статского советника Михаила Ивановича Петропавловского (1830—1893).
    - барон Степан Борисович[1] (1843—1901) — статский советник, кавалер ордена Св. Анны 3-й ст. Был женат на своей двоюродной сестре баронессе Марии Михайловне Сердобиной.
      - барон Михаил Степанович (1871—1929) — физико-химик, член-корреспондент АН СССР. См. также: Законы Вревского

    - барон Алексей Борисович[1] (04.08.1845—21.08.1877)
    - барон Ипполит Борисович[1] (сентябрь 1847—02.07.1889)

  - барон Степан Александрович[1] (01.11.1806—17.02.1838) — был женат на Евфимии Никитичне Арсеньевой.
    - баронесса Инна Степановна[1] — жена Михаила Николаевича Панафидина.

  - баронесса Мария Александровна[1]
  - барон Александр Александрович[1] — мичман.
  - барон Павел Александрович[1] (1809—1855) — генерал-майор, участник Крымской войны. Был женат дважды: первый раз на Марии Степановне Ланской, второй - на Анастасии Серегеевне Храповицкой, урождённой княжне Щербатовой.
    - барон Сергей Павлович[1] (27.12.1844—умер малолетним)

  - барон Ипполит Александрович[1] (1814—1858) — генерал-лейтенант, участник Кавказской войны. Был женат на Юлии Петровне Варпаховской (1838 / 1841—1878). Друг И. С. Тургенева.
    - барон Павел Ипполитович
    - барон Николай Ипполитович — камер-юнкер, состоял при министерстве государственных имуществ.
    - баронесса Мария Ипполитовна